# 艾卡迪斯·雷斯
艾卡迪斯·雷斯·德米格爾（Arkaitz Ruiz De Miguel，1989年7月18日—），生於西班牙潘普洛納，西班牙足球運動員，司職前鋒。

## 球員生涯
雷斯生於西班牙小鎮潘普洛納，曾為畢爾包B隊及貝高斯等球會，出戰西乙B聯賽，過去約七成半的比賽，皆出任中鋒，其餘則多以翼鋒身份出場，連同國王盃比賽，他在7個球季上陣235場收穫42個入球，至2017年7月來香港加盟新成立的港超聯球會夢想FC，並在以1–1逼和和富大埔的首場聯賽，即取得球隊首個港超入球。

## 外部連結
- Transfermarkt （页面存档备份，存于）
- Soccerway資料庫 （页面存档备份，存于）